# Pop-Tarts

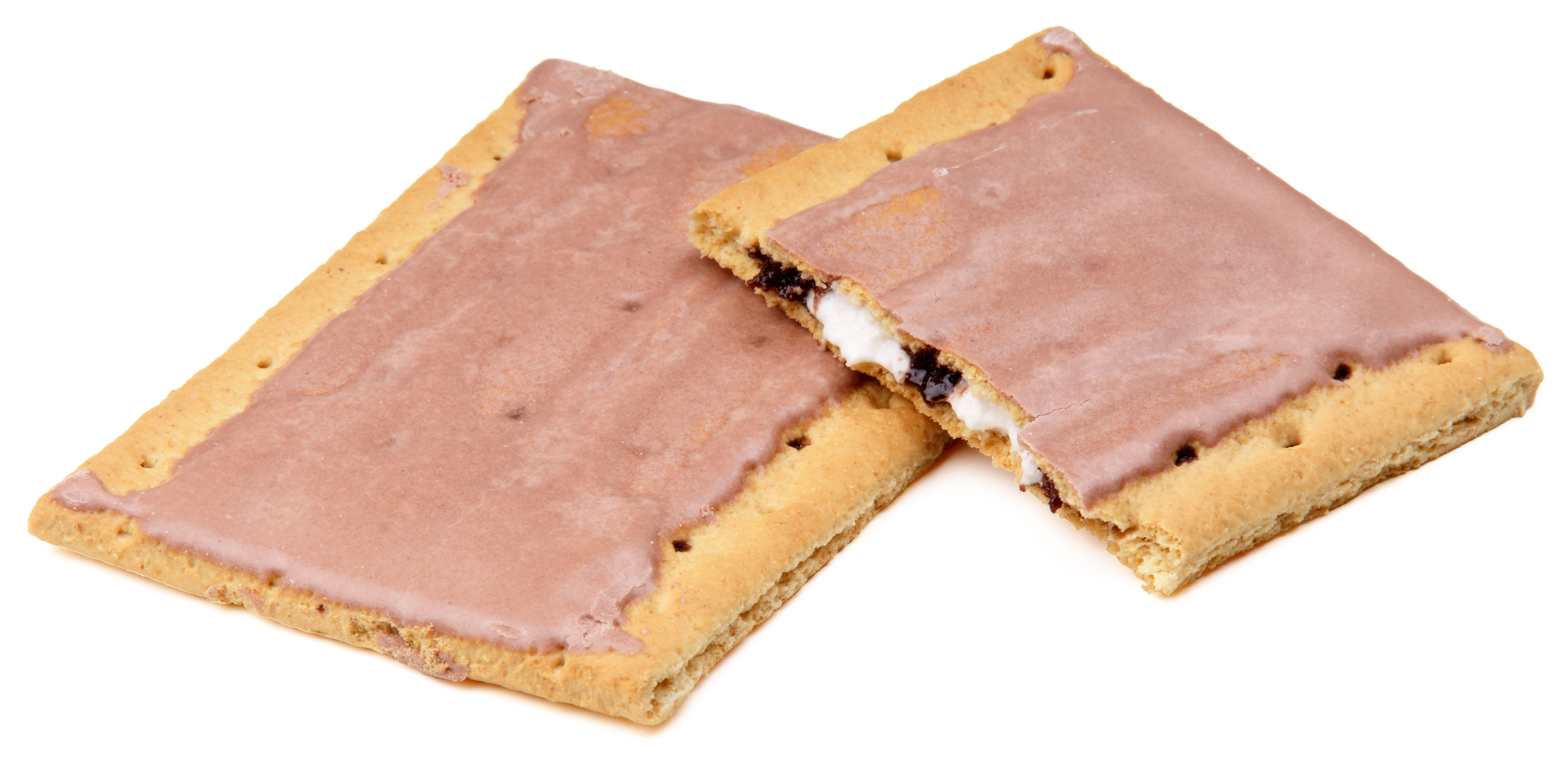
S'mores Pop-Tarts

Pop-Tarts é um biscoito pré-cozido recheado produzido pela Kellogg. Criado em 1964, a Pop-Tarts é a marca mais popular da Kellogg nos Estados Unidos.
O biscoito possui uma massa fina e uma cobertura açucarada, sendo recheado por duas camadas de variadas formas e sabores . Apesar de já serem comercializadas como pré-cozidas, elas devem ser aquecidas, antes de ingeridos. Elas em geral são vendidas em pares e embaladas em um papel-alumínio e não requerem refrigeração.
Pop-Tarts são comercializados nos Estados Unidos, Canadá, Reino Unido, Irlanda e Austrália, possuindo 29 sabores diferentes, incluindo os populares sabores de chocolate, morango, baunilha, maçã, cereja, framboesa, uva e edições limitadas como abóbora, doce de leite, laranja, dentre muitos outros. 

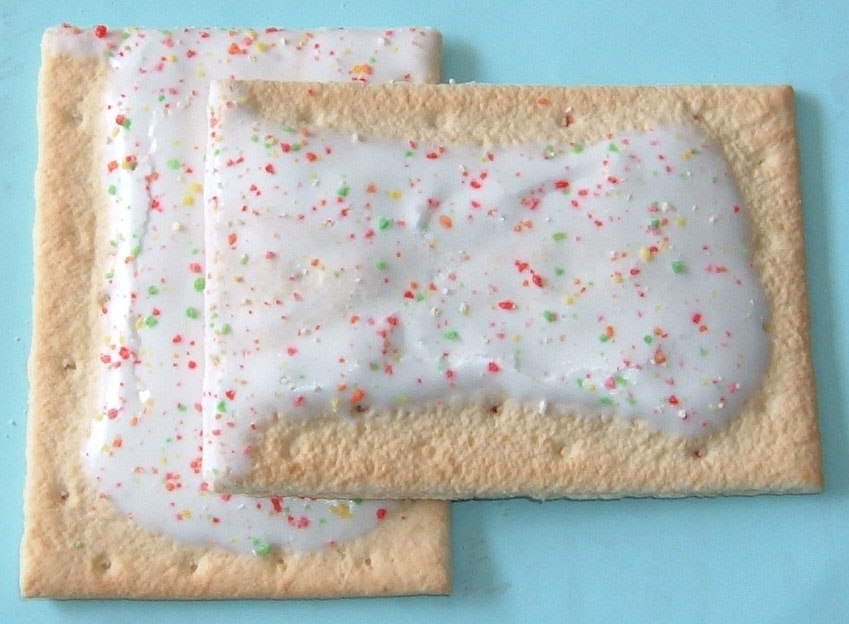
Frosted strawberry Pop-Tarts.